# مكتبة أسامة بن لادن
مكتبة أسامة بن لادن (بالإنجليزية: Bin Laden's bookshelf)‏ هي مجموعة من الكتب والوثائق والرسائل ترجع لزعيم تنظيم القاعدة أسامة بن لادن، نشرها مدير الاستخبارات الوطنية الأمريكي في 20 مايو 2015، وكانت قد حصلت عليها القوات الأمريكية بعد الهجوم على مقره وقتله في باكستان. نشرت وكالة الاستخابرات الأمريكية الوثائق باللغتين الإنجليزية والعربية, وصرحت أن حزمة ثانية سيتم نشرها في أقرب وقت «لتكريس مبدأ الشفافية».قسمت الاستخبارات الوثائق إلى 11 قسم، وعددها الجملي هو 409.

## الوثائق

### مواد رفعت عنها السرية (103)
- رسالة 6 رمضان.
- رسالة من صالح القرعاوي مؤسس كتائب عبد الله عزام إلى أهل السنة في بلاد الشام.
- الفرصة الأفغانية.
- دعوتنا للنصيحة والإصلاح 13 أبريل 1994.
- فيديو: مشروع كلمة لأسامة بن لادن.
- الاقتصاد الألماني.
- رسالة جوهر محادثة 11 أكتوبر.
- أفكار للمناقشة مع أبناء شبه الجزيرة.
- استمارة بيانات للانضمام لتنظيم القاعدة.
- رسالة من جبهة الجهاد والاصلاح إلى أسامة بن لادن وأيمن الظواهري في 22 مايو 2007.
- حوادث يستفاد بها بعد سقوط الإمارة الإسلامية.
- رسالة حول الثورات.
- رسالة إلى العطية.
- رسالة إلى الشيخ.
- رسالة من أبو عبد الله الحلبي إلى الشيخ والده.
- رسالة من أبو عبد الله الحسن بن محمود أمير جماعة جيش أنصار السنة إلى تنظيم القاعدة.
- رسالة من زمراي إلى الشيخ محمود في 7 أغسطس 2010.
- رسالة من عبد الرحمن الأبييري (اشتهر الحاج ولد عبد الجليل) في 9 أغسطس 2010.
- رسالة من أبو عبد الرحمن أنس السبيعي في 13 أكتوبر 2010.
- رسالة من أم خالد إلى أم عبد الرحمن في 16 ديسمبر 2010.
- رسالة من عطية إلى أبو بصير في 18 يوليو 2010.
- رسالة من أبو حازم (مصطفى) وأبو عمر (أسد) إلى أبو محمد في 21 مايو 2007.
- رسالة من زمراي في 30 أكتوبر 2010.
- رسالة من محمود في 5 أبريل 2011.
- رسالة من محمود في مارس 2008.
- رسالة من محمود في 24 نوفمبر 2010.
- رسالة من أبو عبد الله إلى والدته 2 في 15 رمضان ؟.

### مواد تتعلق بفرنسا (19)
- طلب جلب مجلة «السياسة الفرنسية، الثقافية والمجتمعية».
- «ألم تتسبب فرنسا بالكساد العظيم»، لدوغلاس إروين، المكتب القومي للأبحاث الاقتصادية.
- «الأوضاع الاقتصادية والاجتماعية في فرنسا خلال القرن 18»، لهنري سي (2004).
- «دراسة الحالة الاقتصادية في فرنسا 2009».
- «تقرير البلد فرنسا»، الوكالة الأوروبية لأمن الشبكات والمعلومات (يناير 2010).
- «تحديث اقتصاد فرنسا»، رابوبنك (11 يناير 2011).
- «الملف الشخصي لاقتصاد فرنسا».
- «فرنسا في إدارة النفايات المشعة 2008».
- «ملف فرنسا الشخصي»، من الموقع الحكومة الكندية international.gc.ca.
- «ملف مياه فرنسا الشخصي».
- «فرنسا، الناتو، والدفاع الأوروبي»، لتوماس فالاسك، مركز الإصلاح الأوروبي.
- «لمحة عامة عن الخدمات الصحية للقوات المسلحة الفرنسية» (1 فبراير 2009).
- «معاهدة الدفاع الفرنسية البريطانية، بصرف النظر عن التاريخ»، تقرير الدفاع لجمعية جيش الولايات المتحدة لمعهد الحرب البرية (يناير 2011).
- «دروس في إعادة هيكلة صناعة الدفاع، التجربة الفرنسية»، مكتب تقييم التكنولوجيا التابع للكونغرس الأمريكي (يونيو 1992).
- «قائمة شركات الشحن الفرنسية».
- «نشرة فرنسا»، شبكة شركة أوروبا.
- «فرنسا النووية في الخارج»، لمايكل شنايدر.
- «اكتساب الدفاع الذكي، التعلم من الإصلاح الفرنسي للسوق والمشتريات»، لإيثان كابستاين، مركز الأمن الأمريكي الجديد (ديسمبر 2009).
- «عدم المساواة في الأجور في فرنسا» (يبدو أنه مقال في مجلة أكاديمية، ولكن المصدر والأصل غير واضح).

### وثائق دينية أخرى (11)
- القرآن.
- «ما لا يسع المسلم جهله»، منشورات دار السلام، العربية السعودية (2002).
- «الإسلام دين الفطرة»، لماجد بن سليمان الرسي.
- «محمد، رسول الله»، من موقع islamhouse.com.
- «القيامة»، من موقع islamhouse.com.
- «هل افتدانا المسيح على الصليب؟»، للدكتور منقذ بن محمود السقار من موقع islamhouse.com.
- «محمد في الكتاب المقدس».
- «لمحات من الأساقفة في كنيسة إنجلترا».
- «الحجاب .. لماذا؟»، لمحمد إسماعيل من موقع saaid.net.
- ترجمة صحيح البخاري كتاب (1).
- ترجمة صحيح مسلم.

### وثائق متنوعة أخرى (14)
- مؤتمر الإعلان عن قمة الاستخبارات (2007).
- نشرة العارضين عن قمة الاستخبارات (2007).
- خريطة المشاركين عن قمة الاستخبارات (2007).
- دليل قواعد اللغة العربية.
- قاموس العربية المكتوبة الحديثة.
- خريطة المناطق الزمنية في العالم.
- خرائط أفغانستان.
- خريطة مواقع الصواريخ الإيرانية (2006).
- خريطة مواقع تخصيب اليورانيوم الإيرانية.
- خريطة مواقع إيران النووية.
- خريطة العالم أغسطس 1999.
- خريطة العالم أبريل 2005.
- خريطة العالم أبريل 2006.
- القاموس العربي الإنجليزي ورتابتس.

### وثائق ربما استعملها مقيمون آخرون (10)
- «التربية الفنية: مجلة الرابطة الوطنية للتربية الفنية، الفن الإسلامي كأداة تعليمية حول تدريس الإسلام»، لفائق عويس (مارس 2002).
- «ورشة الخط العربي»، لفائق عويس.
- «نشرت عينة العمل»، لفائق عويس (2004).
- «استئنف من قبل فائق عويس»، لفائق عويس (2006).
- «جيش الدلتا: إكستريم 2»، لعبة فيديو من سلسلة جيش الدلتا.
- «جيم سبوت»، موقع ألعاب فيديو.
- «دليل الطارح للالرياضة والتغذية»، لجون بيراردي ومايكل فراي.
- «موسوعة غينيس للأرقام القياسية»، للأطفال نسخة 2008.
- «هل هو القلب من تسألون؟»، للدكتور إسلام صبحي المازني.
- تعليمات طباعة الشاشة الحريرية.

## مقالات ذات صلة
- أسامة بن لادن
- مجمع أسامة بن لادن في أبوت آباد

## روابط خارجية
- الصفحة الرسمية المخصصة لمكتبة بن لادن على موقع مدير الاستخبارات.